# Gold Is Not All
Gold Is Not All é um filme mudo norte-americano de 1910 em curta-metragem, dirigido por D. W. Griffith. O filme foi produzido e distribuído por Biograph Company.